# Зайцев, Кирилл Андреевич
Кирилл Андреевич Зайцев (род. 16 августа 1987, Волгоград) — российский актёр театра и кино, режиссёр и продюсер. Лауреат премии «Золотой орёл» за роль Сергея Белова в фильме «Движение вверх».

## Биография
Родился 16 августа 1987 года в Волгограде. С раннего возраста увлекался музыкой, танцами и игрой в баскетбол. 
В 2005 году после окончания школы уехал в Петербург и поступил в Государственную морскую Академию имени адмирала С. О. Макарова, на судоводительский факультет. Во время обучения путешествовал по Европе и обучался в США.
В 2011 году окончил академию и уехал в Ригу. Увидев объявление о том, что в Рижском русском театре имени Михаила Чехова Игорь Коняев и Елена Чёрная набирают актёрский курс, он решил попробовать себя в качестве актёра и в дальнейшем был принят в труппу театра. Среди его театральных работ — такие спектакли, как «Лес», «Два джентльмена из Вероны», «Король Лир», «Княжна Мери», где он сыграл Григория Печорина, и др. В 2014 году окончил Латвийскую академию культуры.
В 2016 году снялся в одной из главных ролей в российском фильме «Движение вверх», сыграв легендарного советского баскетболиста Сергея Белова, по книге которого и снимался фильм. В 2018 году сыграл главную роль — американца Джона Маккензи, который приехал в Следственный комитет России по обмену опытом, — в телесериале «Коп».
С 2018 года сотрудничает с Московским губернским театром в качестве приглашённого актёра. Играет Николая I в постановке Сергея Безрукова «Пушкин» и Эраста Фандорина в постановке «Приключения Фандорина». В 2021 году у Зайцева состоялась премьера моноспектакля «Мой Лермонтов» в постановке режиссёра Елены Чёрной. Сценарий спектакля написан по стихам, прозе и письмам Михаила Лермонтова.
В 2020 году Зайцев снял свой дебютный короткометражный фильм — «Сашка. Дневник солдата». Фильм стал победителем российских и международных фестивалей.
В 2021 году принимал участие в телешоу «Ледниковый период» на Первом канале. Его партнёршей стала фигуристка Оксана Домнина. Пара дошла до финала и заняла третье место.

## Театральные работы
Рижский русский театр
- 2012 — «Лесная песня» — Водяной, Л.Украинка; режиссёры Игорь Коняев и Елена Чёрная
- 2012 — «Лес» — Пётр, А. Н. Островский; режиссёр Игорь Коняев
- 2013 — «Свидание хотя и состоялось, но…» — Максим Кузьмич Салютов, А. П. Чехов; режиссёр Елена Чёрная
- 2013 — «Комедиант Господина» — Маркиз д’Орсиньи, М. А. Булгаков; режиссёр Игорь Коняев
- 2014 — «Подросток» — Сергей Петрович, Ф. М. Достоевский; режиссёр Елена Чёрная
- 2014 — «Два джентльмена из Вероны» — Придворный, У.Шекспир; режиссёр Игорь Коняев
- 2014 — «Княжна Мери» — Печорин, М. Ю. Лермонтов; режиссёр Елена Чёрная[3]
- 2014 — «Снежная королева» — Олень, Х. К. Андерсен; режиссёр Рената Сотириади
- 2015 — «Сашка» — Комбат, В.Кондратьев; режиссёр Игорь Коняев
- 2015 — «Благословение любви» — Тотс, Странник, театральные импровизации по произведениям Райниса и Аспазии; режиссёр Игорь Коняев
- 2016 — «Записки охотника» — Пантелей Еремеич Чертопханов, И. С. Тургенев; режиссёр Елена Чёрная
- 2017 — «Добрый человек из Сезуани»; режиссёр Элмар Сеньков
- 2017 — «Король Лир» — Эдмунд, У.Шекспир; режиссёр Виестур Кайриш

Московский губернский театр
- 2018 — «Пушкин» — Николай I; режиссёр Сергей Безруков
- 2019 — «Приключения Фандорина» — Фандорин — детектив по роману Бориса Акунина «Левиафан»; режиссёр Татьяна Вдовиченко
- 2021 — «Мой Лермонтов» — Михаил Юрьевич Лермонтов; режиссёр Елена Игоревна Черная
- 2021 — «Мой Онегин» — Евгений Онегин; режиссёр Елена Игоревна Черная

## Фильмография
Актёр:
- 2014 — Квест — гаишник (нет в титрах)
- 2016 — Хроника Мелании — Сарма
- 2017 — Вирус — Леонид Бурзак
- 2017 — Троцкий — Фёдор Раскольников
- 2017 — Движение вверх — Сергей Белов[4]
- 2018 — Коп — Джон Маккензи[5]
- 2018 — На Париж — Елисеев[6]
- 2018 — Гоголь. Страшная месть — Казимир Мазовецкий[7]
- 2019 — Гоголь — Казимир Мазовецкий
- 2019 — Годунов. Продолжение — Нечай Колыванов
- 2019 — Союз спасения — Михаил Бестужев[8]
- 2020 — Сашка. Дневник солдата — Комбат
- 2020 — Эра медведей (сериал) — Лев
- 2020 — Серебряные коньки — князь Аркадий Трубецкой
- 2020 — Последний богатырь: Корень зла — Финист Ясный Сокол
- 2020 — Познавая цвет войны (документальный)
- 2022 — Этерна: Часть первая — Лионель Савиньяк
- 2022 — Союз спасения. Время гнева (телесериал) — Михаил Бестужев[8]
- 2022 — Художник (телесериал) — Алексей Костенко, сержант милиции, сотрудник отдела по борьбе с бандитизмом
- 2023 — Эффект домино — Николай Удалов, следователь
- 2023 — Мира — Антонов
- 2023 — ГДР — Эванс
- 2024 — Командир — Геннадий Зайцев
- 2024 — Последний богатырь. Наследие (телесериал) — Финист Ясный Сокол
- 2024 — Солнце, море, два ствола — Воронцов[9]
- 2024 — Финист. Первый богатырь — Финист Ясный Сокол[10]
- 2024 — ON и Она — Женя

Продюсер:
- 2020 — Познавая цвет войны
- 2020 — Сашка. Дневник солдата
- 2024 — Командир — креативный продюсер

Режиссёр:
- 2020 — Сашка. Дневник солдата

## Награды и номинации
- 2019 — Лауреат премии «Золотой орёл» в номинации «Лучшая мужская роль второго плана») — за роль советского баскетболиста Сергея Белова в художественном фильме «Движение вверх».
- 2019 — Номинант на премию «ТЭФИ» в категории «Лучший актер телевизионного фильма/сериала» — за роль Джона Маккензи в телесериале «Коп».
- 2024 — Медаль имени Амет-Хана Султана (Республика Дагестан, г. Махачкала) «За патриотическое воспитание молодёжи» (фильм «Командир»).[11]
- 2024 — Главный приз на фестивале МосФестФильм в номинации «Лучшая мужская роль» (фильм «Командир»).[12]
- 2024 — Приз имени Алексея Петренко за исполнение главной роли в фильме «Командир» на XX юбилейном Международном фестивале военно-патриотического фильма «Волоколамский рубеж».
- 2025 —  Приз в номинации «Лучшая мужская роль» на V открытом фестивале патриотического кино «Малая Земля» (Краснодарский край, г. Новороссийск) (фильм «Командир»)[13]

2025 — Победа в номинации «Лучший актёр» на Международном детском кинофестивале «Алые паруса» имени В.С.Ланового (Международный детский центр «Артек»)